# Cooperativa de la Palma d'Ebre
La Cooperativa de la Palma d'Ebre és una cooperativa agrícola a la Plaça Catalunya dins del nucli urbà de la població de la Palma d'Ebre (la Ribera d'Ebre). La cooperativa elabora i comercialitza oli d'oliva sota la DOP Siurana.

## Arquitectura
Edifici entre mitgeres de planta rectangular, amb la coberta de teula de dues vessants i distribuït en planta baixa, pis i golfes. La façana principal presenta un portal d'accés d'arc carpanell adovellat, amb la clau gravada amb la data 1831. La resta d'obertures són rectangulars, amb els emmarcaments arrebossats. Al pis hi ha un balcó corregut amb la llosana motllurada sostinguda per mènsules estriades. Hi tenen sortida tres finestrals amb els emmarcaments arrebossats i les llindes decorades amb motius vegetals. Als extrems del parament hi ha dos plafons decoratius amb les inicials A i S. Una cornisa motllurada separa el nivell del pis del de les golfes, que presenten tres finestres balconeres i probablement són posteriors a la construcció originària. La construcció està arrebossada i pintada.
La cooperativa fou inaugurada el 19 de juny de 1919, encara que l'edifici és més antic donat que presenta un portal d'accés adovellat amb la data 1831 gravada a la clau.